# كريم تولاجانوف
كريم تولاجانوف (مواليد 27 أغسطس 1973) هو ملاكم أوزباكستاني، مثّل بلاده في الألعاب الأولمبية الصيفية 1996.

## روابط خارجية
كريم تولاجانوف على موقع بوكس ريك (الإنجليزية) (registration required)
- كريم تولاجانوف على موقع اللجنة الأولمبية الدولية (الإنجليزية)
- كريم تولاجانوف على موقع أوليمبيديا (الإنجليزية)